# Resolució 1290 del Consell de Seguretat de les Nacions Unides
La Resolució 1290 del Consell de Seguretat de les Nacions Unides, adoptada el 17 de febrer de 2000 després d'examinar la sol·licitud de Tuvalu per ser membre de les Nacions Unides, el Consell va recomanar a l'Assemblea General que Tuvalu fos admesa.
La resolució va ser aprovada amb 14 vots a favor i cap en contra. La República Popular de la Xina es va abstenir declarant que no podia donar suport a la recomanació (a causa dels estrets llaços diplomàtics de Tuvalu amb Taiwan), però que no la vetaria per l'interès dels pobles de tots dos països.